# Kościół Świętej Trójcy w Ząbkach
Kościół Świętej Trójcy w Ząbkach – powstały w 1939 roku kościół rzymskokatolicki, znajdujący się w Ząbkach koło Warszawy. Siedziba parafii pod tym samym wezwaniem.

## Historia

### 1918–1945
Parafia pw. Św. Trójcy powstała w 1918. Drewniany budynek kościoła zbudowany został z inicjatywy mieszkańców Ząbek, którym postanowili mieć świątynię na miejscu. Miejsce pod kościół wybrano na niewielkim pagórku, przy rozwidleniu dróg prowadzących w kierunku Pragi, Kawęczyna i Zielonki. Wcześniej znajdował się tu budynek mieszkalny. Parafia na początku na miała stałego proboszcza. Na niedzielne nabożeństwa przyjeżdżał ks. Fortner z praskiej parafii Matki Boskiej Loretańskiej. Pierwszy proboszcz parafii, ks. Leonard Szpądrowski, został mianowany w 1919. Zamieszkał on na początku obok kościoła, w budynku przy ul. Warszawskiej. Później przeniósł się do dworku przy ul. Piłsudskiego.
W latach 1937–1939 zbudowano i konsekrowano nowy murowany kościół. Kościół wybudowano dzięki ofiarności parafian, w tym dyrektora ząbkowskiej cegielni, który ofiarował parafii pewną ilość cegieł. Druga wojna światowa przerwała budowę kościoła parafialnego.
W czasie okupacji niemieckiej, w pierwszych dniach sierpnia 1944 roku, Niemcy urządzili w ząbkowskim kościele punkt noclegowy dla osób wysiedlonych z Wołomina. Przez kilka dni i nocy przebywało w nim 100-150 osób. We wrześniu 1944 roku nastąpiło wycofanie się wojsk niemieckich. Ich miejsce zajęła Armia Radziecka. Jej żołnierze lokowali się w domu hr. Ronikiera. Znamiennym wydarzeniem była kradzież dzwonu Armii Czerwonej, który służył do sygnalizacji zmiany warty. Później okazało się, że dzwon był łupem, zrabowanym przez Rosjan z jednego z kościołów wileńskich. Po wyjeździe wojsk radzieckich z Ząbek dzwon ten został przekazany proboszczowi parafii. 

### Po 1945

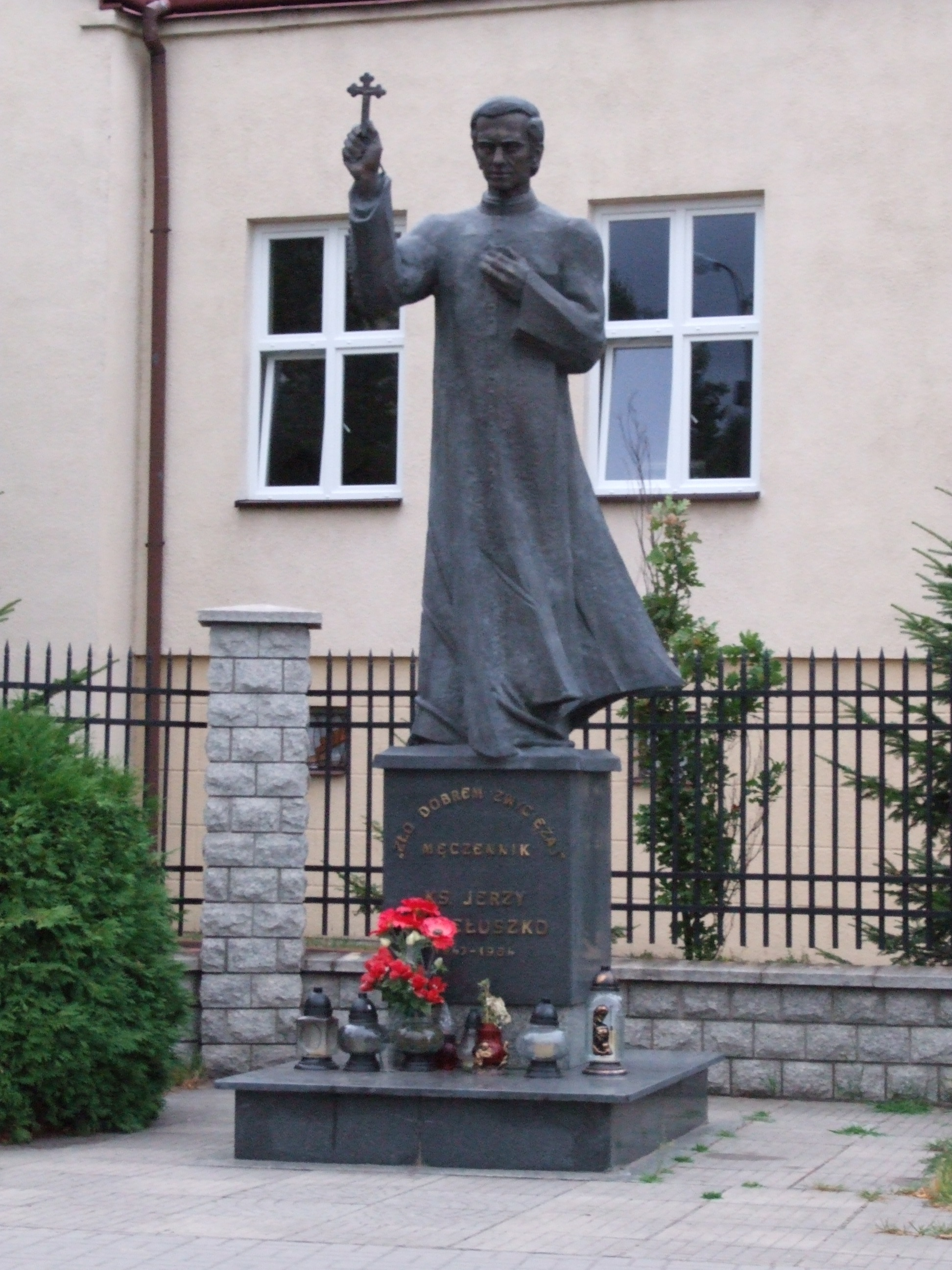
Pomnik ks. Jerzego Popiełuszki w Ząbkach

Od czerwca 1972 do października 1975, za czasów proboszcza ks. Tadeusza Karolaka, wikariuszem był ksiądz Jerzy Popiełuszko. Parafia Św. Trójcy była dla niego pierwszym miejscem posługi kapłańskiej. W piątą rocznicę śmierci kapłana w kościele Świętej Trójcy wmurowano tablicę pamiątkową, zaś osiem lat później przed kościołem stanął jego pomnik autorstwa Czesława Dźwigaja, którego odsłonięcia dokonała 27 października 1997 matka ks. Jerzego Popiełuszki - Marianna, a poświęcenia kardynał Józef Glemp. 
W 1982 do kościoła dobudowano dzwonnicę. W wieży umieszczono cztery dzwony kościelne o nazwach: dzwon Jana Pawła II, Stefana Wyszyńskiego, Św. Jakub i Św. Tadeusz.